# Adriaan Metius

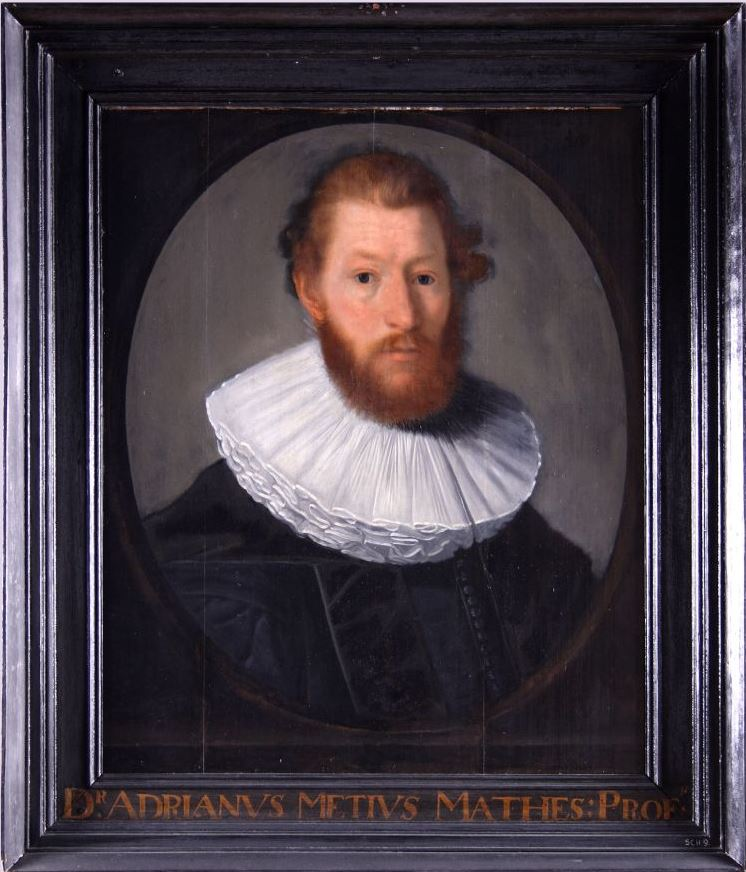
Metius (Coll. Museum Martena)

Adriaan Adriaansz. Metius (Alkmaar, 9 december 1571 - Franeker, 6 september 1635) was een Nederlands wis- en sterrenkundige. Hij was een zoon van de Alkmaarse burgemeester, wiskundige, vestingbouwkundige en cartograaf Adriaen Anthonisz en de oudere broer van Jacob Metius.
Adriaan studeerde in Franeker (1589) en vanaf 1594 in Leiden bij Snellius. Daarna werkte hij korte tijd onder Tycho Brahe op de Uranienborg op het eiland Hven. Hierop aansluitend doceerde hij in 1595 in Jena en Rostock. Na terugkeer in Holland assisteerde hij enige tijd zijn vader bij het inspecteren van vestingwerken. Ook werkte hij als leraar wiskunde in Franeker. In 1598 werd hij aan de Universiteit van Franeker tot buitengewoon hoogleraar (latijn: professor extraordinarius) benoemd. Vanaf 1600 tot aan zijn dood in 1635 was hij gewoon hoogleraar, en hij gaf les in navigatieleer, landmeetkunde, militaire techniek en astronomie. Hij had toestemming om in het Nederlands in plaats van in het Latijn les te geven. Een van zijn leerlingen was Frederik de Houtman die in 1603 de positie van 303 sterren, ondergebracht in 21 sterrenbeelden, publiceerde. Ook Descartes volgde er zijn colleges. In 1603 en 1632 was Metius rector magnificus aan de universiteit van Franeker.
De uitgave van zijn publikaties  werd verzorgd door Willem Blaeu, kaartenmaker en uitgever in Amsterdam.  Johannes Vermeer schilderde op de Astronoom Metius' boek over sterrenkunde.
Zijn broer Jacob Metius was glasblazer en beweerde in 1608 de telescoop uitgevonden te hebben - hij kwam echter later met deze uitvinding dan de Middelburgers Johannes Lipperhey en Sacharias Jansen. Zijn vader ontwierp onder meer de vesting Willemstad en vestingwerken rond Harlingen, Alkmaar, Muiden en Naarden. 
Adriaan Metius schreef het boek, Fortificatie en Stercktebouwinghe, waarin hij zeer nauwkeurig uitlegt hoe zijn vader Adriaen Anthonisz ontwerpen voor vijf- en zevenhoekige vestingen berekende en deze in het veld uitzette. Deze berekeningen heeft hij onder andere toegepast bij het ontwerp van de vesting Bourtange en de versterking van de vestingstad Coevorden, beide in 1580 in opdracht van Prins Willem van Oranje.
Voor pi berekende hij een waarde van 355/113 (ongeveer 3,14159292...), ook wel bekend als het getal van Metius.

## Vernoeming
Op de maan is een maankrater Metius naar hem genoemd.
In Alkmaar zijn naar hem vernoemd de Metiusgracht en de Metiusstraat. Ook in Heerhugowaard is een Metiusstraat.
De Alkmaarse Weer- & Sterrenkundige Vereniging Metius beschikt in de duinen bij Bakkum over de Metius-sterrenwacht, de Sterrenwacht Bakkum.

## Bibliografie

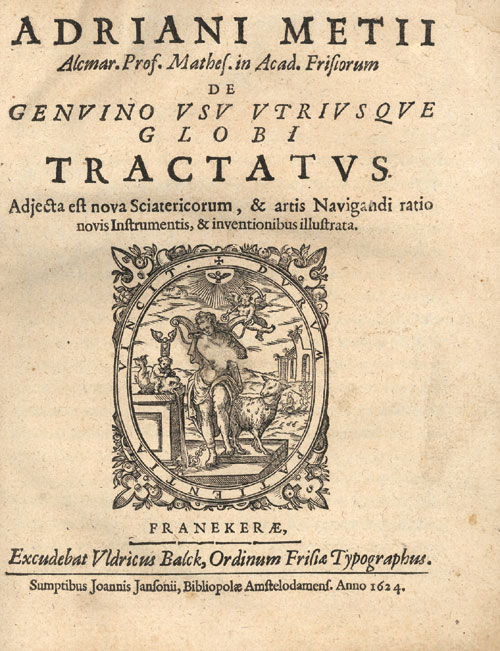